# Hemimeris centrodes
Hemimeris centrodes är en flenörtsväxtart som beskrevs av William Philip Hiern. Hemimeris centrodes ingår i släktet Hemimeris och familjen flenörtsväxter. Inga underarter finns listade i Catalogue of Life.